# Andrew Ahn
Andrew Ahn (Los Angeles, 1985) è un regista e sceneggiatore statunitense.

## Biografia
Nato e cresciuto a Los Angeles, Andrew Ahn ha studiato letteratura inglese all'Università Brown e regia all'Istituto delle arti della California. Dopo aver scritto e diretto i cortometraggi Andy (2011) e Dol (2012), nel 2016 ha curato la sceneggiatura e la regia del film Spa Night. Nel 2019 ha diretto il suo secondo film, Driveways, mentre nel 2022 ha curato la regia del suo terzo lungometraggio, Fire Island.
È dichiaratamente gay.

## Filmografia

### Regista
- Spa Night (2016)
- Driveways (2019)
- Fire Island (2022)
- The Wedding Banquet (2025)

### Sceneggiatore
- Spa Night, regia di Andrew Ahn (2016)
- The Wedding Banquet, regia di Andrew Ahn (2025)